# Jelena Alexandrowna Possewina
Jelena Alexandrowna Possewina (russisch Елена Александровна Посевина; * 13. Februar 1986 in Tula) ist eine russische Rhythmische Sportgymnastin und zweifache Olympiasiegerin.
Bei ihren ersten Olympischen Spielen 2004 in Athen gewann sie im Alter von 18 Jahren gemeinsam mit Olesja Belugina, Olga Glazkich, Tatjana Kurbakowa, Jelena Mursina und Natalja Lawrowa die Goldmedaille im Teamwettbewerb. Vier Jahre später bei den Olympischen Spielen 2008 in Peking gewann Possewina als einzige verbliebene Olympiasiegerin von 2004 mit Margarita Alijtschuk, Anna Gawrilenko, Tatjana Gorbunowa, Darja Schkurichina und Natalja Sujewa erneut die Goldmedaille im Mannschaftswettbewerb.